# 雷娜特·鲁道夫
雷娜特·鲁道夫（德語：Renate Rudolph，1949年11月24日—），德国前女子手球运动员。她曾代表东德女子国家队参加1980年夏季奥林匹克运动会手球比赛，获得一枚铜牌。